# Automatic imperfection
Automatic imperfection es el segundo álbum de estudio del grupo español Marlango, el cual mantiene la misma estructura que en su anterior trabajo. En el 2006 salió una edición especial.

## Listado de canciones
- El material discográfico contiene 12 temas.[1][2][3]

| N.º | Título                   | Escritor(es)                     | Duración |  |
| 1.  | «Shake the moon»         | Leonor Watling, Alejandro Pelayo | 2:56     |  |
| 2.  | «Days are tired»         | Leonor Watling, Alejandro Pelayo | 3:22     |  |
| 3.  | «Twisted & sick»         | Leonor Watling, Alejandro Pelayo | 3:23     |  |
| 4.  | «Cry»                    | Leonor Watling, Alejandro Pelayo | 3:21     |  |
| 5.  | «I don't care»           | Leonor Watling, Alejandro Pelayo | 3:36     |  |
| 6.  | «Automatic imperfection» | Leonor Watling, Alejandro Pelayo | 3:44     |  |
| 7.  | «Beautiful mess»         | Leonor Watling, Alejandro Pelayo | 4:53     |  |
| 8.  | «Pequeño vals»           | Leonor Watling, Alejandro Pelayo | 4:20     |  |
| 9.  | «Architecture of lies»   | Leonor Watling, Alejandro Pelayo | 3:56     |  |
| 10. | «Tip toe»                | Leonor Watling, Alejandro Pelayo | 3:20     |  |
| 11. | «Trains»                 | Leonor Watling, Alejandro Pelayo | 5:21     |  |
| 12. | «Wrong way»              | Leonor Watling, Alejandro Pelayo | 4:26     |  |

| Edición especial |                                       |                                  |          |  |
| N.º              | Título                                | Escritor(es)                     | Duración |  |
| 13.              | «Late»                                | Leonor Watling, Alejandro Pelayo | 2:39     |  |
| 14.              | «Vete»                                | Los Amaya                        | 4:15     |  |
| 15.              | «Shake the moon (undressed)»          | Leonor Watling, Alejandro Pelayo | 4:06     |  |
| 16.              | «Twisted & sick (the muppet versión)» | Leonor Watling, Alejandro Pelayo | 2:16     |  |
| 17.              | «I don't care (undressed)»            | Leonor Watling, Alejandro Pelayo | 3:27     |  |
| 18.              | «Automatic imperfection (undressed)»  | Leonor Watling, Alejandro Pelayo | 4:09     |  |

| DVD Clips |                                      |                                  |          |  |
| N.º       | Título                               | Escritor(es)                     | Duración |  |
| 19.       | «Shake the moon»                     | Leonor Watling, Alejandro Pelayo | 2:39     |  |
| 20.       | «Automatic imperfection»             | Leonor Watling, Alejandro Pelayo | 4:15     |  |
| 21.       | «Pequeño Vals»                       | Leonor Watling, Alejandro Pelayo | 4:06     |  |
| 22.       | «Concierto en la Paloma (Barcelona)» | Leonor Watling, Alejandro Pelayo | 2:16     |  |

## Créditos y personal
- Productor – Alejandro Pelayo, JM Rosillo*
- Masterizado por – Juan Hidalgo
- Mezcla – Alfredo Jiménez, Juan de Dios Martín, Rodolphe Sampieri
- Grabación y mezcla – JM Rosillo*
- Compositores – Alejandro Pelayo, Leonor Watling
- Bajo – Pablo Navarro
- Batería – Ricardo Moreno
- Guitarra – David Gwynn
- Teclado – Alejandro Pelayo
- Vocalista – Leonor Watling